# Вінець (гірництво)

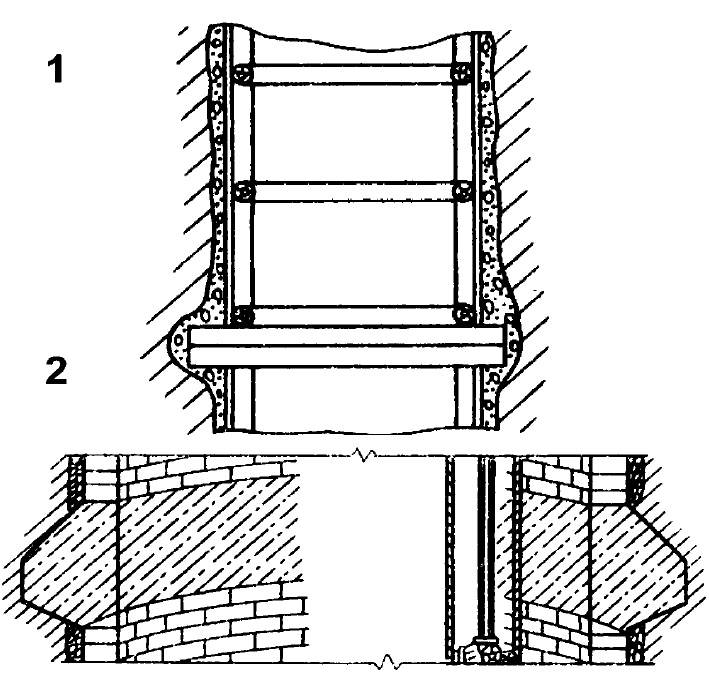
Опорний вінець: 1 — у вигляді рами з подовженими елементами, кінці яких заведені в лунки; 2 — у вигляді кільцевого врубу, заповненого бетоном

Вінець (англ. curb, нім. Geviert) — у гірництві — елемент кріплення вертикальних та похилих (більше 45°) виробок.
Розрізняють вінці рядові (просто вінці) та опорні (основні), що утримують від зміщення ланки кріплення, що розташовані вище.
При застосуванні рамного кріплення опорним вінцем служить рама з подовженими елементами, кінці яких заходять у лунки.
При бетонному (залізобетонному, цегляному тощо) кріпленні вінцем служить заповнений бетоном кільцевий вруб.
Опорні вінці розташовують у міцних породах.